# Малоіванівська сільська рада
Малоіванівська сільська рада — колишній орган місцевого самоврядування у Перевальському районі Луганської області з адміністративним центром у с. Малоіванівка.

## Загальні відомості
Історична дата утворення: в 1917 році. Водоймища на території, підпорядкованій даній раді: річка Біла.

## Населені пункти
Сільській раді підпорядковані населені пункти:
- с. Малоіванівка
- с. Красна Зоря
- с. Новоселівка

## Склад ради
Рада складалася з 12 депутатів та голови.

### Керівний склад ради
| ПІБ                      | Основні відомості                                                         | Дата обрання | Дата звільнення |
| ------------------------ | ------------------------------------------------------------------------- | ------------ | --------------- |
| Цукур Наталія Вікторівна | Сільський голова, 1959 року народження, освіта, член народної партії      | 26.03.2006   | 31.10.2010      |
| Цукур Наталія Вікторівна | Сільський голова, 1959 року народження, освіта вища, член Партії регіонів | 31.10.2010   |                 |

Примітка: таблиця складена за даними джерела